# Kanton Varennes-en-Argonne
Der Kanton Varennes-en-Argonne war von 1790 bis 2015 ein französischer Wahlkreis im Arrondissement Verdun, im Département Meuse und in der Region Lothringen; sein Hauptort war Varennes-en-Argonne.
Der Kanton war ca. 154 km² groß und hatte 1.547 Einwohner (Stand 1999), was einer Bevölkerungsdichte von 10 Einwohnern pro km² entsprach. 

## Gemeinden
Der Kanton bestand aus zwölf Gemeinden:
| Gemeinde            | Einwohner Jahr | Fläche km² | Bevölkerungsdichte | Code INSEE | Postleitzahl |
| ------------------- | -------------- | ---------- | ------------------ | ---------- | ------------ |
| Avocourt            | 119 (2013)     | 14,66      | 8 Einw./km²        | 55023      | 55270        |
| Baulny              | 15 (2013)      | 3,91       | 4 Einw./km²        | 55033      | 55270        |
| Boureuilles         | 121 (2013)     | 21,33      | 6 Einw./km²        | 55065      | 55270        |
| Charpentry          | 21 (2013)      | 4,41       | 5 Einw./km²        | 55103      | 55270        |
| Cheppy              | 116 (2013)     | 14,83      | 8 Einw./km²        | 55113      | 55270        |
| Esnes-en-Argonne    | 136 (2013)     | 14,76      | 9 Einw./km²        | 55180      | 55100        |
| Lachalade           | 73 (2013)      | 19,45      | 4 Einw./km²        | 55266      | 55120        |
| Malancourt          | 75 (2013)      | 16,52      | 5 Einw./km²        | 55313      | 55270        |
| Montblainville      | 62 (2013)      | 12,06      | 5 Einw./km²        | 55343      | 55270        |
| Varennes-en-Argonne | 659 (2013)     | 11,81      | 56 Einw./km²       | 55527      | 55270        |
| Vauquois            | 22 (2013)      | 8,14       | 3 Einw./km²        | 55536      | 55270        |
| Véry                | 104 (2013)     | 11,74      | 9 Einw./km²        | 55549      | 55270        |

## Bevölkerungsentwicklung
| 1962  | 1968  | 1975  | 1982  | 1990  | 1999  | 2006  | 2012  |
| ----- | ----- | ----- | ----- | ----- | ----- | ----- | ----- |
| 2.098 | 1.983 | 1.777 | 1.684 | 1.603 | 1.547 | 1.569 | 1.539 |